# Estação Ópera

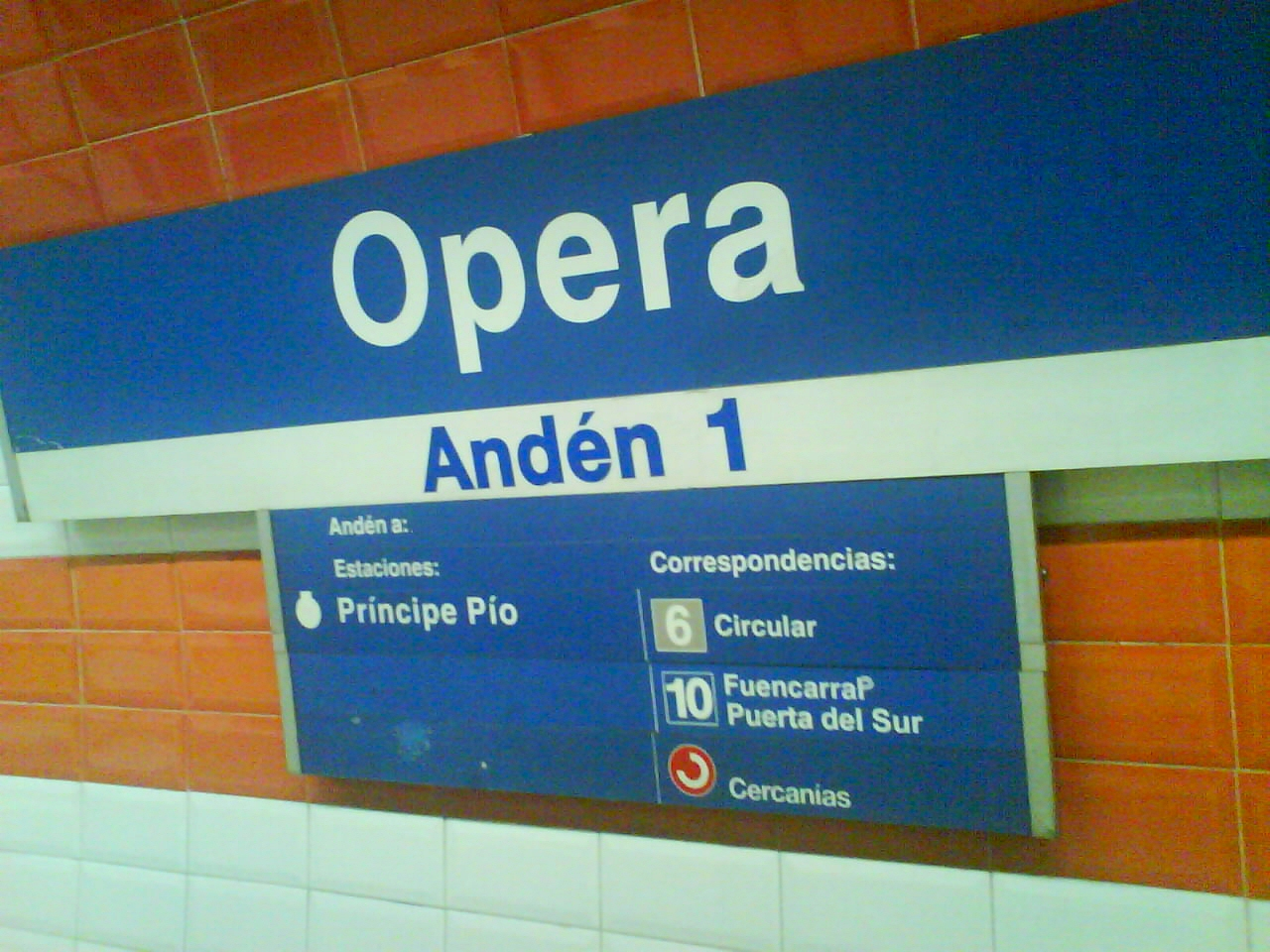
Sinalização da Estação Opera.

Ópera é uma estação da Linha 2, Linha 5 e Ramal do Metro de Madrid.

## História
A estação da Linha 2 foi inaugurada em 21 de outubro de 1925, em 15 de dezembro do mesmo ano as plataformas da Linha R foram abertas. A estação que atende a Linha 5 foi aberta em 5 de junho de 1968.